# 274333 Voznyukigor
274333 Voznyukigor este un asteroid din centura principală de asteroizi.

## Descriere
274333 Voznyukigor este un asteroid din centura principală de asteroizi. A fost descoperit pe 2 septembrie 2008 la observatorul astronomic din Andrușivka. Asteroidul prezintă o orbită caracterizată de o semiaxă mare de 2,68 ua, o excentricitate de 0,12 și o înclinație de 12,4° în raport cu ecliptica.